# Покровский, Кирилл Владимирович
Кири́лл Влади́мирович Покро́вский (25 марта 1965, Москва — 1 июня 2015, Гент, Фламандский регион) — советский и бельгийский рок-музыкант, наиболее известен как клавишник групп «Ария» и «Мастер», а также как создатель саундтреков к компьютерным играм бельгийской компании Larian Studios, в частности, серии игр «Divinity».

## Биография
Кирилл начал заниматься музыкой в детстве. В музыкальной школе учился играть на фортепиано, гобое и саксофоне. Окончил Государственное музыкальное училище им. Гнесиных. Решил стать композитором и поступил в Московскую консерваторию. Во время учёбы участвовал в различных коллективах.
В начале 1980-х собрал самодеятельную группу «Акцент», которая заявила о себе в 1982 году выпуском дебютного магнитоальбома. Это был пример качественного классического клавишного, синтезаторного арт-рока, удивляющий неожиданным мелодическим обилием и, несмотря на отсутствие гитар, весьма насыщенными аранжировками. Талант молодых музыкантов был по достоинству оценён их более опытными коллегами, и группу буквально растащили по частям, прекратив её существование. Когда Сергей Кавагоэ и Евгений Маргулис (в то время оба — экс-«Машина времени») из московской группы «Наутилус» услышали альбом «Акцента», они тут же пригласили Кирилла к себе. В «Наутилусе» Покровский не только играл на клавишных, но был автором песен и текстов. Там он продолжал свою музыкальную деятельность вплоть до 1984 года.
В составе «Арии» Покровский провёл два года и принял участие в создании альбомов «Мания величия» и «С кем ты?», в частности, стал соавтором композиции «Позади Америка» и автором инструментальной композиции «Мания величия» (для записи последней были приглашены знакомые девушки из Гнесинского училища, а также эта композиция играет на каждом концерте группы, когда музыканты выходят на поклон).
В 1986 году произошёл раскол «Арии», в результате которого Алик Грановский, Андрей Большаков, Игорь Молчанов и Кирилл Покровский покидают Векштейна и создают новую группу — «Мастер». В новой группе Покровский был более востребован и записал с ней первые два альбома — «Мастер» и «С петлёй на шее», в которые вошли песни его авторства «Ещё раз ночь» и «Семь кругов ада» (к последней он ещё написал текст).
В 1987 году Покровский снялся в первом видеоклипе «Мастера» на песню «Щит и меч» с участием первоначального вокалиста коллектива Александра Арзамаскова; песня вошла в дебютный альбом группы уже с вокалом Михаила Серышева, а само видео было найдено только в 2012 году в архивах Госфильмфонда России.
В 1989 году вместе с другими участниками Кирилл уехал в Бельгию, где спустя два года покинул группу (Грановский, Большаков и Попов вернулись в Россию) и поселился в Брюгге (однако, он сочинил вступительную инструментальную композицию «Intro Golgotha» для альбома «Talk of the Devil»). После этого Покровский выпустил два сольных альбома — «Brugge» (1991) и «Top Of The Mountain» (1994), а также работал с коллективом «Dry Livers», писал саундтреки к компьютерным играм «Divinity», участвовал в различных проектах. Основным из них была группа Романа Кима «Ромин Стон», в которой Кирилл пел бэк-вокал, играл на клавишах и делал аранжировки.
В августе 2002 года Кирилл Покровский участвовал в концерте «Арии» «Судный день» в Лужниках (пел и играл на клавишных). Также принял участие в 2005 году в концерте к 20-летию группы, где поздравил коллектив и исполнил инструментал «Мания величия»; аудиозапись этого выступления была издана лишь в 2021 году, уже после смерти музыканта.
28 апреля 2007 года Покровский в качестве гостя принял участие в юбилейном концерте, посвящённом 20-летию группы «Мастер». В мае 2010 года Кирилл принял участие в записи восьмого студийного альбома группы «Мастер» — «VIII». 27 ноября 2010 года принял участие в юбилейном концерте, посвященном 25-летию группы «Ария», а в 2012 году — в честь 25-летия «Мастера» в Москве.
С 2010 года Кирилл Покровский вновь стал участником группы «Мастер» в качестве сессионного музыканта. Автор вступительной композиции «Восьмая дверь» альбома «VIII».
Умер 1 июня 2015 года на 51-м году жизни. Согласно завещанию был кремирован.
28 и 29 ноября 2015 года на «Ария-фесте» группа «Ария» записала альбом «30 лет! Юбилейный концерт», где в песне «Реквием» из альбома «Феникс» (2011) почтила его память, а 1 июня 2020 года память музыканта почтила студия компьютерных игр Larian Studios, для которой он писал музыку.
27 декабря 2024 группа «Воля и разум», состоящая из бывших музыкантов «Мастера» — гитаристов Алексея Страйка, Андрея Большакова и вокалиста Михаила Серышева, выпустила мини-альбом «С судьбой попробуй поспорь…», состоящий из части перезаписанных треков с альбома «Мастера» «С петлёй на шее» (1989). В релиз вошла перезапись композиции из этого альбома «Семь кругов ада» Кирилла Покровского. Издание посвящено 35-летию альбома и памяти Покровского.

## Дискография
Наутилус
- 1984 — «Погружение»

Ария
- 1985 — «Мания величия»
- 1986 — «С кем ты?»
- 2021 — «XX лет» (концертный альбом, записан в 2005 г.)

Мастер
- 1987 — «Мастер»
- 1989 — «С петлёй на шее»
- 1991 — «Talk of the Devil» (сессионно)
- 2008 — «XX лет» (гостевое участие)
- 2010 — «VIII» (сессионно)

Сольное творчество
- 1991 — «Brugge»
- 1994 — «Top Of The Mountain»
- 2004 — «Broken Empire»
- 2006 — «Romantic on the Road»

Саундтреки к играм
- 1998 — «Аллоды»
- 2001 — «Проклятые Земли»
- 2002 — Divine Divinity
- 2004 — Beyond Divinity
- 2009 — Divinity II: Ego Draconis
- 2013 — Divinity: Dragon Commander
- 2014 — Divinity: Original Sin

Видеоклип
- 1987 — группа «Мастер» — «Щит и меч»